# Pulpudeva-Gletscher
Der Pulpudeva-Gletscher (bulgarisch ледник Пулпудева lednik Pulpudewa) ist ein 8,5 km langer und 6 km breiter Gletscher im westantarktischen Ellsworthland. In den Sullivan Heights im Zentrum der Sentinel Range des Ellsworthgebirges fließt er aus einem Gebiet nördlich des Johnson Col, von den Nordhängen des Nebeska Peak und von den Nordwesthängen des Mount Farrell in nördlicher Richtung westlich des Mount Levack gemeinsam mit dem Crosswell- und dem Patton-Gletscher zum Ellen-Gletscher, den er nordwestlich des Mamarchev Peak erreicht.
US-amerikanische Wissenschaftler kartierten ihn 1988. Die bulgarische Kommission für Antarktische Geographische Namen benannte ihn 2011 nach der thrakischen Stadt Pulpudeva, Vorläufer der Stadt Plowdiw im südlichen Zentrum Bulgariens.